# Vlădeni (Dâmbovița)
Vlădeni es una comuna ubicada en el distrito de Dâmbovița, Rumania.

## Superficie
Posee una superficie de 28,77 kilómetros cuadrados.

## Demografía
Hasta 2021 la población era de 2699 habitantes, con una densidad de población de 93,81 habitantes por kilómetro cuadrado.